# Botoșana
Botoșana is een Roemeense gemeente in het district Suceava.
Botoșana telt 2456 inwoners.